# Anton Kehrer
Anton Kehrer (* 17. Jänner 1893 in Neundling bei Putzleinsdorf; † 15. November 1984 in Putzleinsdorf) war ein österreichischer Landwirt, Genossenschaftsfunktionär und Politiker (ÖVP). Von 1945 bis 1949 war er Abgeordneter zum oberösterreichischen Landtag.

## Leben
Anton Kehrer wurde am 17. Jänner 1893 als Sohn des Bauern Ignaz Kehrer und dessen Ehefrau Theresia (geborene Anreiter) in Neundling bei Putzleinsdorf geboren und am darauffolgenden Tag getauft.
In seiner Heimatgemeinde besuchte er später auch die Volksschule. Neben seinem Beruf als Landwirt war er vor allem in verschiedenen landwirtschaftlichen Genossenschaften und Verbänden aktiv. So war er von 1935 bis 1960 Vorstandsmitglied und Aufsichtsratsvorsitzender der Lagerhausgenossenschaft Rohrbach, von 1945 bis 1963 Vorstandsmitglied im Schärdinger Molkereiverband sowie Obmann des Fleckviehzüchterverbandes Mühlviertel und von 1945 bis 1955 Obmann der Saatbaugenossenschaft. Von 1949 bis 1961 war Kehrer außerdem Kammerrat der Landwirtschaftskammer Oberösterreich.
Ehrenamtlich wirkte Kehrer zwischen 1950 und 1967 als Mitglied des Pfarrgemeinderates von Putzleinsdorf und war fünf Jahrzehnte lang als Mitglied des Musikvereins Putzleinsdorf aktiv.
Kehrer war verheiratet und hatte sieben Kinder.

## Politik
Von 1925 bis 1960 – ausgenommen die Zeit des Nationalsozialismus – war Kehrer Bauernbund-Obmann im Ortsverband Putzleinsdorf sowie im Bezirksverband des Gerichtsbezirks Lembach; auf Landesebene war er von 1945 bis 1973 Ausschussmitglied. In Putzleinsdorf war Kehrer von 1924 bis 1938 und von 1945 bis 1961 Mitglied des Gemeindevorstandes. Zwischen 1933 und 1938 war Kehrer als Ortsführer der Vaterländischen Front. Von 1945 bis 1949 gehörte er dem Oberösterreichischen Landtag in der ersten Legislaturperiode nach dem Zweiten Weltkrieg an.

## Auszeichnungen
1950 wurde Kehrer der Berufstitel Ökonomierat verliehen. 1961 verlieh ihm die Marktgemeinde Putzleinsdorf die Ehrenbürgerschaft.